# Aeroportul Bamburi
Aeroportul Bamburi (IATA: BMQ, ICAO: HKBM) este un aeroport din Bamburi⁠(d), Kaunti ya Mombasa⁠(d), Kenya ce deservește zona Mombasa.
Situat la o altitudine de 15 m, aeroportul dispune de o singură pistă.